# Maja Heban
Maja Heban est une journaliste, publiciste et militante polonaise pour les droits LGBT+ née en 1990.

## Biographie

### Enfance
Elle passe son enfance dans un petit village de la voïvodie des Basses-Carpates.
À 12 ans, elle choisit de se suicider après avoir obtenu son certificat de maturité, mais n'est pas passée à l'acte. Au lycée, après avoir visionné un film sur la transidentité, elle comprend qu'elle est trans. Elle fait son premier coming out pendant ses études : les premières personnes à la comprendre sont ses grands-parents. Pendant quelques années, elle souffre de dépression, notamment en raison de l'incompréhension de son entourage.

### Activisme
Elle soutient les droits des femmes, que ce soit avant ou après sa transition.
Elle fait son deuxième coming out publiquement vers 2019-2020 en réaction à l'intensification des attaques contre la communauté LGBT+ en Pologne : celui-ci lui vaut un immense flot de haine, mais la renforce et lui permet de réaliser son rêve d'activisme intellectuel.
Heban lutte contre la transphobie, la misogynie et l'homophobie et met en lumière des difficultés de la transition en Pologne, notamment les exigences humiliantes du processus juridique. Elle lutte notamment pour les droits des personnes trans au travail. L'activiste est l'une des voix les plus importantes concernant les droits LGBT en Pologne.
En 2020, Maja Heban accuse Magdalena Grzyb d’être une TERF (« féministe radicale excluant les personnes trans »). Grzyb lui demande en 2021 de retirer ses publications la concernant, puis en 2022 porte plainte. En 2024, lors du procès, une manifestation en soutien de Heban a lieu devant le tribunal, le tribunal ne sanctionne pas Heban.
En 2023, elle publie le livre Godność, proszę. O transpłciowości, gniewie i nadziei, dans lequel elle souhaite « attirer l'attention des gens sur des choses douloureuses et inconfortables ». Heban y mentionne notamment Piotr Jacoń et certaines de ses interventions sur TVN24, parfois perçues comme transphobes.
En août 2024, elle s'oppose au projet de loi visant à interdire la transition des personnes mineures.
Lors d'un débat sur les personnes trans dans le sport sur Polsat News, elle sort du studio en plein direct, estimant que le débat présente de la désinformation et de la manipulation,.